# Kifosztás
A büntetőjogban a kifosztás egy vagyon elleni erőszakos bűncselekmény.

## A hatályos jogban
A hatályos magyar Büntető Törvénykönyv  szerint:

„366. § (1) Aki idegen dolgot jogtalan eltulajdonítás végett
a) úgy vesz el mástól, hogy evégből lerészegíti, vagy bódult állapotát idézi elő,
b) az általa más bűncselekmény elkövetése során alkalmazott erőszak, illetve az élet vagy a testi épség elleni közvetlen fenyegetés hatása alatt álló személytől vesz el, vagy
c) védekezésre képtelen, illetve a bűncselekmény felismerésére vagy elhárítására idős koránál vagy fogyatékosságánál fogva korlátozottan képes személytől elvesz,
bűntett miatt egy évtől öt évig terjedő szabadságvesztéssel büntetendő.
(2) A büntetés két évtől nyolc évig terjedő szabadságvesztés, ha a kifosztást
a) jelentős értékre,
b) csoportosan,
c) bűnszövetségben
követik el.
(3) A büntetés öt évtől tíz évig terjedő szabadságvesztés, ha a kifosztást
a) különösen nagy vagy ezt meghaladó értékre,
b) jelentős értékre, csoportosan vagy bűnszövetségben
követik el.”

## A korábbi jogban
A korábbi magyar jog szerint a kifosztás bűntettét az követi el, aki idegen dolgot jogtalan eltulajdonítás végett
- úgy vesz el mástól, hogy evégből lerészegíti,
- az általa más bűncselekmény elkövetése során alkalmazott erőszak avagy élet vagy testi épség elleni közvetlen fenyegetés hatása alatt álló személytől vesz el,
- védekezésre képtelen személytől vesz el.[3]

A kifosztás büntetési tételét a törvény - a bűncselekmény társadalomra veszélyességének megfelelően - a lopásnál szigorúbban, viszont a rablásnál enyhébben határozta meg.

## Külső hivatkozások
- Nemzeti Jogszabálytár